# 赤い迷路
『赤い迷路』（あかいめいろ）は、TBS系列（当時の関西地区でのネットは朝日放送）で1974年10月4日から1975年3月28日まで毎週金曜日21:00 - 21:54（JST）に放送された日本のテレビドラマ。大映テレビ製作。主演は宇津井健。
赤いシリーズ第1弾。平均視聴率 18.9% 、最高視聴率 22.7%。

## ストーリー
精神科医・結城正人は、アメリカから３年ぶりに愛する妻・妙子と娘・明子の待つ日本へ帰国する。しかし正人は妻の行動に不審を感じる。正人の帰国パーティーの席上に謎の電話がかかり妻・妙子は姿を消す。その翌日、モーテルで妙子の無惨な死体が発見される。正人は殺しの犯人を捜し出す。しかし、そこには娘・明子の出生の秘密が隠されていた。

## 出演
結城家
- 結城正人 - 宇津井健
- 結城明子 - 山口百恵
- 結城妙子 - 小山明子

その他
- 桜井由起子 - 長山藍子
- 都築潤 - 松田優作
- 園田京子 - 中野良子
- 村井ゴロー - 大石悟郎
- 三崎敏彦 - 山本紀彦
- 桜井秀彦 - 垂水悟郎
- 江上勝 - 西沢利明
- 柳田勇作 - 佐藤允
- 西条隆明 - 寺田農
- クメ - 町田博子
- 大山教授 - 高橋昌也
- 高浜 - 中条静夫
- 坂崎刑事 - 玉川伊佐男
- 久富惟晴
- 川代家継
- 相沢治夫
- 辻伊万里
- 青島美幸

- ナレーション - 鈴木史朗（TBSアナウンサー（当時））

## スタッフ
- プロデューサー - 春日千春・野木小四郎（大映テレビ）、山本典助（TBS）
- 脚本 - 佐々木守、ジェームス三木、池上金男、長野洋、山本邦彦
- 監督 - 山本邦彦、恩地日出夫、富本壯吉、降旗康男、今井雄五郎、大槻義一、帯盛迪彦
- 音楽 - 木下忠司
- 製作 - 大映テレビ、TBS

## 主題曲・挿入歌
- 主題曲：木下忠司「赤い迷路」のテーマ(インストゥルメンタル)
- 挿入歌：ファウスト・チリアーノ「去りゆく今」

## 放送日程
| 各話   | 放送日         | サブタイトル  | 脚本           | 監督       |
| ------ | -------------- | ------------- | -------------- | ---------- |
| 第1話  | 1974年10月04日 | 突然に        | 池上金男       | 今井雄五郎 |
| 第2話  | 10月11日       | 容疑          | ジェームス三木 | 大槻義一   |
| 第3話  | 10月18日       | さまよい      | 長野洋         | 富本壯吉   |
| 第4話  | 10月25日       | 姉弟          | ジェームス三木 | 降旗康男   |
| 第5話  | 11月01日       | わが娘        | 長野洋         | 恩地日出夫 |
| 第6話  | 11月08日       | 幻の父        | 佐々木守       | 今井雄五郎 |
| 第7話  | 11月15日       | 母の日記      | ジェームス三木 | 富本壯吉   |
| 第8話  | 11月22日       | 出会い        | 長野洋         | 降旗康男   |
| 第9話  | 11月29日       | 激情          | 佐々木守       | 恩地日出夫 |
| 第10話 | 12月06日       | 父ふたり      | ジェームス三木 | 今井雄五郎 |
| 第11話 | 12月13日       | ふたりの秘密  | 長野洋         | 降旗康男   |
| 第12話 | 12月20日       | 恋祭り        | 佐々木守       | 富本壯吉   |
| 第13話 | 12月27日       | 母より        | ジェームス三木 | 帯盛迪彦   |
| 第14話 | 1975年01月03日 | 晴れ着        | 長野洋         | 富本壯吉   |
| 第15話 | 1月10日        | 冬の抱擁      | 佐々木守       | 降旗康男   |
| 第16話 | 1月17日        | 父の決意      | 長野洋         | 富本壯吉   |
| 第17話 | 1月24日        | 家出          | 山本邦彦       | 降旗康男   |
| 第18話 | 1月31日        | 兄さんと呼ぶ? | 佐々木守       | 富本壯吉   |
| 第19話 | 2月07日        | 心の亀裂      | 長野洋         | 降旗康男   |
| 第20話 | 2月14日        | 愛と死        | 長野洋         | 富本壯吉   |
| 第21話 | 2月21日        | 約束          | 山本邦彦       | 降旗康男   |
| 第22話 | 2月28日        | 春の十字架    | 佐々木守       | 富本壯吉   |
| 第23話 | 3月07日        | 誤解          | 長野洋         | 降旗康男   |
| 第24話 | 3月14日        | 呪い人形      | 佐々木守       | 富本壯吉   |
| 第25話 | 3月21日        | 母の山脈      | 佐々木守       | 山本邦彦   |
| 最終話 | 3月28日        | 出発の詩      | 佐々木守       | 富本壯吉   |

## 備考
- 第1話から第6話までと、第7話からではオープニングのアニメーションが異なる（タイトルの出現の仕方、帯色の配置など）。
- 松田優作演じる都築潤は本作において、最初は主役級の役割だったが、後になってドラマの中心が結城家の親子に行くようになり、見せ場が減った優作は本番組に対し不満を漏らしていた。ある時、プロデューサーの春日千春が優作に「『狂ってる』という台詞を『異常だ』に変えて欲しい」と電話で依頼したところ優作の不満が最高潮に達して「そんな台詞が言えるか!文句があるならこっちへ来い!」と応酬。春日が直接現場の優作の元を訪れて頭を下げ、優作もこれを了承したがその台詞回しはキレる寸前といった感じだったという。優作はこの前後から既に「やってらんない!さっさと殺してくれ!」と発していたこともあり、春日は結局これに応える形でその設定を作り、第20話「愛と死」で都築潤は脳腫瘍で死亡するというストーリーを以って優作は番組を去った。後に優作は「春日さんがわかりのいい人で、望み通りさっさと殺してくれた」と話している[1]。
- 1975年1月3日（第14話） 、正月の放送のシーンの中で、お屠蘇を飲むシーンを収録し編集も終えていたが、放送直前の1974年12月31日の試写後にTBS側から「日本酒（お屠蘇）のシーンはカットして欲しい」という要望が急に出された。当時スポンサーのサントリーが「お正月はワインで」のキャンペーンを展開していた最中だったというのがその主な理由だったが、編集作業終了後の納品状態からの改訂作業など無理としてプロデューサー・春日と局側は両者とも一歩も引かなかったが、最後には春日が思い切った策に出ることになった。納品状態のフィルムにはさみを入れてお屠蘇が映っている部分だけカットしてフィルム用接着剤で再びつなげて戻すという作業を行い、それで放送に出した結果、フィルムが放送中に剥がれて離れることは無く無事放送を終えることが出来た[2]。